# La Résurrection de Lazare (van Ouwater)
Pour les articles homonymes, voir La Résurrection de Lazare.
La Résurrection de Lazare est un tableau du peintre primitif flamand Albert van Ouwater, datant des années 1460-1470 et conservé à la Gemäldegalerie de Berlin.

## Description
Le tableau représente la résurrection de Lazare, un épisode de l'Évangile selon Jean. Dans cette péricope, Jésus ramène à la vie son ami Lazare, frère de Marthe et Marie de Béthanie, en présence de ses disciples.

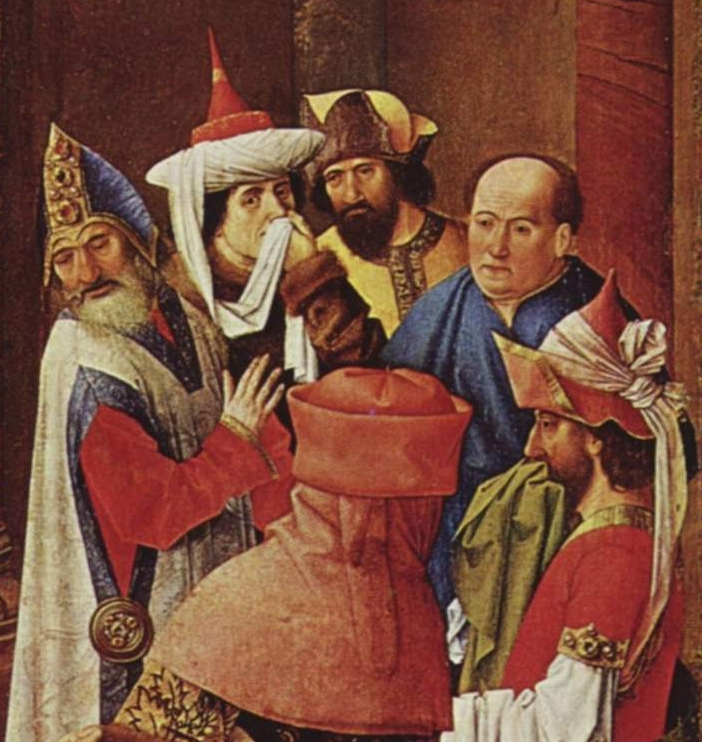
Détail : groupe de Juifs.

La scène se déroule dans un bâtiment religieux de style roman. Au centre, Lazare est en train de sortir de sa tombe, sa peau présentant encore la pâleur cadavérique. Jésus, debout, lève la main droite. Sur la gauche du tableau, aux côtés de Jésus, figurent les sœurs Marthe (debout, en bleu), Marie (à genoux, en rouge) et un groupe de disciples. Au milieu, l'apôtre Pierre montre la scène à un groupe de Juifs (sur la droite du tableau) qui semblent s'en détourner. A travers la porte située au fond du bâtiment, une foule de spectateurs se presse pour assister à la scène.
En ce qui concerne la composition du tableau, la division entre les différents plans est marquée : le premier plan est occupé uniquement par les personnages tandis que le bâtiment ne figure que sur l'arrière-plan. Les positions des mains des personnages structurent la scène en traçant un cercle autour de la tête de Lazare.
Des scènes de l'Ancien Testament sont sculptées sur les chapiteaux des colonnes du déambulatoire : la fuite d'Agar et Ismaël, le sacrifice d'Isaac, Moïse devant le buisson ardent et le don des Tables de la Loi.

## Analyse
La position de Pierre, montrant la résurrection aux Juifs, fait référence à son rôle de missionnaire auprès des Juifs. Celles de Lazare se levant hors de sa tombe rappelle celles des morts sur les représentations picturales du Jugement Dernier. Le parallèle avec les représentations du Jugement est renforcé par la division des personnages en deux groupes de part et d'autre de Jésus : les croyants (les disciples) à sa droite et les incroyants (les Juifs) à sa gauche.

## Influences

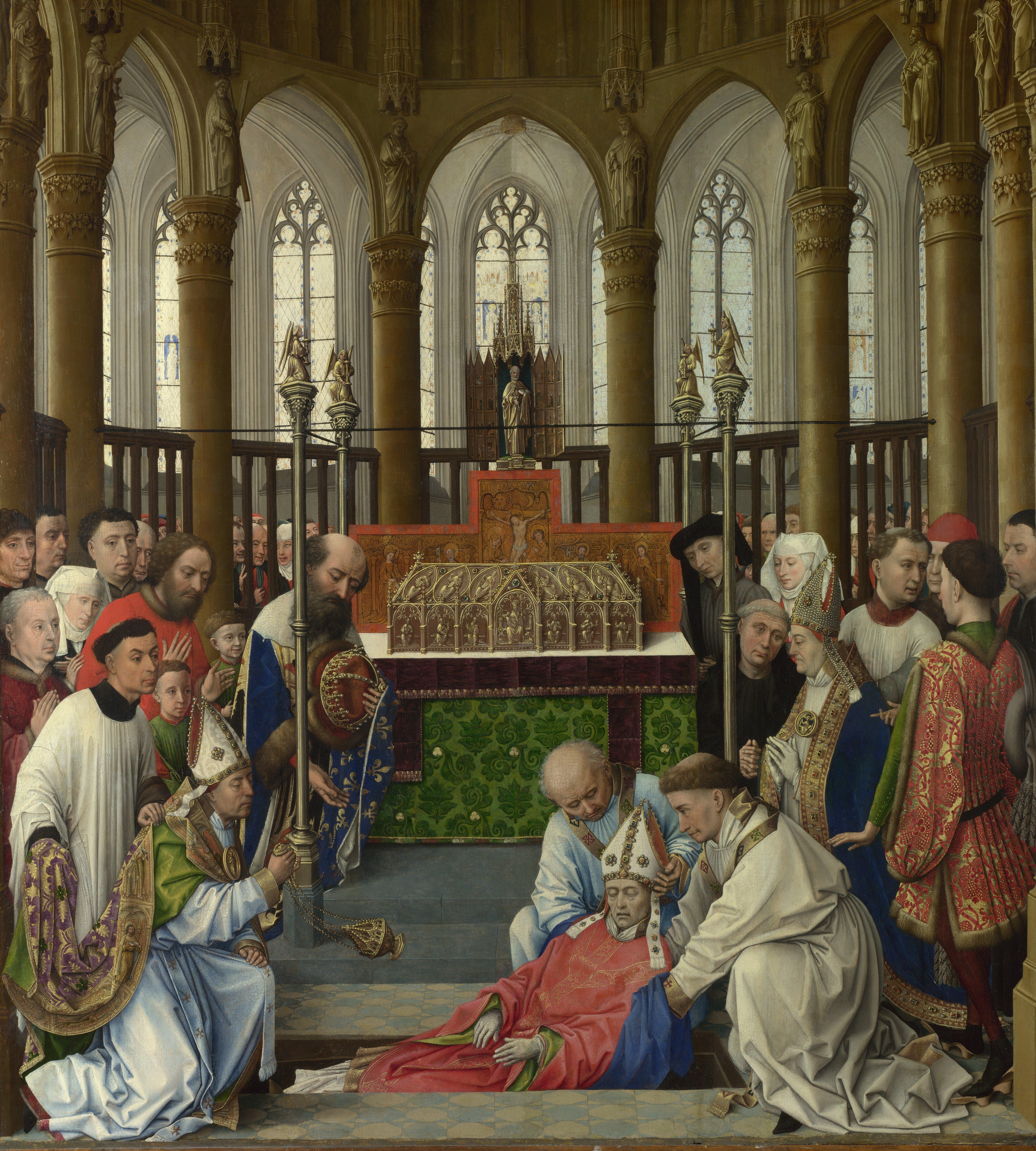
Rogier van der Weyden, L'Exhumation de saint Hubert, vers 1440-1450, Bruges.

L'œuvre présente des similitudes en terme d'architecture du bâtiment dépeint et de composition générale avec deux tableaux de primitifs flamands : la Vierge au chanoine Van der Paele de Jan van Eyck (1434-1436, musée Groeninge, Bruges) et l'Exhumation de saint Hubert de Rogier van der Weyden (fin des années 1430, National Gallery, Londres). Ouwater s'est inspiré de l'architecture en arc et de la forme des colonnes du tableau de van Eyck. La composition avec une tombe ouverte placée devant un déambulatoire et entourée de personnages semble, quant à elle, inspirée de la peinture de van der Weyden,.

Stylistiquement, le tableau peut aussi être rapproché des œuvres de Dirk Bouts, notamment du Retable de la Vierge (vers 1445 ou 1465, musée du Prado, Madrid) et du Triptyque du martyr de saint Érasme (vers 1450-1460, collégiale Saint-Pierre, Louvain).

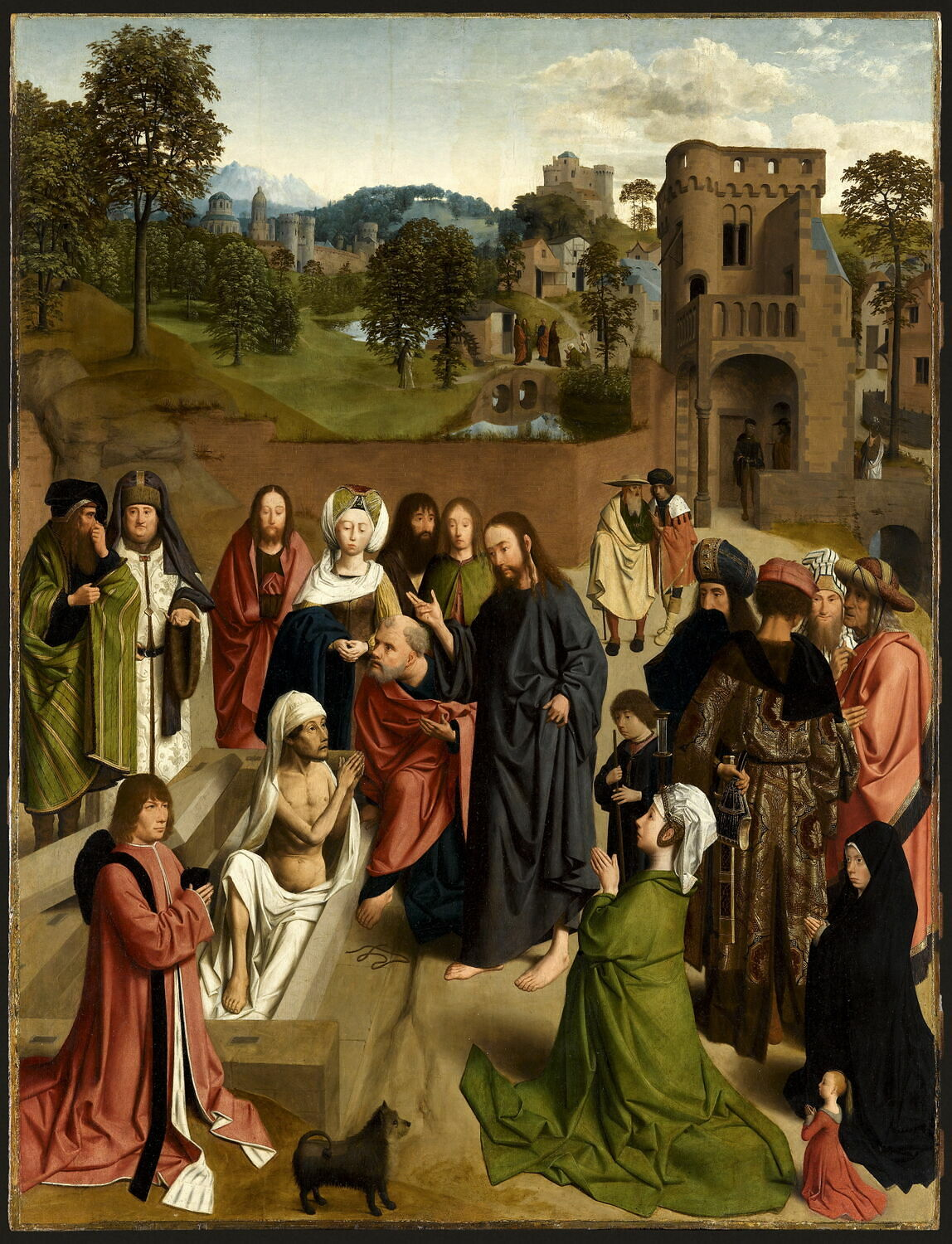
Geertgen tot Sint Jans, La Résurrection de Lazare, 1470-80, Louvre.

Le tableau a inspiré un enlumineur de Haarlem pour une enluminure figurant dans un livre d'heures réalisé vers 1470-1480. Ouwater a possiblement été le maître du peintre Geertgen tot Sint Jans, et son influence est décelable dans certaines peintures de son élève. Ainsi, les personnages dans le Christ de la Résurrection de Lazare (1480-1485, musée du Louvre, Paris) ou la Vierge de l'Adoration des Mages (pl) (dernier quart du XVe siècle, Galerie nationale, Prague) de Sint Jans présentent une ressemblance marquée avec les personnages de la Résurrection de Lazare d'Ouwater.

## Histoire
On ne sait presque rien de la vie d'Albert van Ouwater, et la date de composition précise de cette peinture n'est pas connue. Le site des musées d'État de Berlin date le tableau des années 1460-1470, tandis que l'Institut néerlandais pour l'histoire de l'art (RKD) le date du 3e quart du XVe siècle,. D'après l'historien de l'art Albert Châtelet l'œuvre date des années 1450, alors que Stephan Kemperdick la date des années 1460.
Le support du tableau est constitué de trois planches de chêne de la Baltique plantés dans les années 1430 et coupés dans les années 1450 d'après l'analyse dendrochronologique, ce qui donne une limite supérieure à la plage de datation de l'œuvre.
L'œuvre est présente dans l'église Saint-Bavon de Haarlem (Hollande) jusqu'en 1573, lors du pillage par les troupes espagnoles à la suite du siège de Haarlem de 1572. Elle passe ensuite aux mains de la famille Balbi, puis appartient au marquis Mamelli à Gênes. Elle est achetée par les musées d'État de Berlin en 1889,.

## Sources
- [Kemperdick 2010] (en) Stephan Kemperdick, « Albert van Ouwater: The Raising of Lazarus », Oud Holland, vol. 123, nos 3/4,‎ 2010, p. 235-250 (DOI 10.1163/187501710796167572, JSTOR 42712271, lire en ligne  [PDF]).
- [Châtelet 2010] (en) Albert Châtelet, « Early Dutch Painting: Thirty Years On », Oud Holland, vol. 123, nos 3/4,‎ 2010, p. 314-329 (DOI 10.1163/187501710796167617, JSTOR 42712275, lire en ligne  [PDF]).